# Myeloisch

Die Zellabstammung der Blutzellen: Alle Zellen des blutbildenden Systems stammen von Stammzellen ab. Die Vorläuferzellen der Granulozyten, Monozyten, Erythrozyten und Thrombozyten werden dabei zur myeloischen Reihe gezählt.

Der Begriff myeloisch (von altgriechisch μυελός myelós „Mark“ – gemeint ist das Knochenmark, nicht das Rückenmark) ist ein Sammelbegriff für Zellen des blutbildenden Systems, die nicht dem lymphatischen System zugeordnet werden können. Die Zuordnung geschieht entweder durch die charakteristische Zellmorphologie (d. h. das typische mikroskopische Aussehen der Zellen) oder durch immunologische Untersuchungen, z. B. mittels Durchflusszytometrie ("FACS") oder Immunhistochemie. Dabei werden charakteristische Proteine an der Zelloberfläche oder im Zytoplasma nachgewiesen, die die Zuordnung der Blutzellen zur myeloischen oder lymphatischen Reihe erlauben. Auch genetische Untersuchungen können hinzugezogen werden. Myeloische Zellen zeigen z. B. in der Regel keine Veränderungen der T-Zell-Rezeptor- und Immunglobulin-Gene, wie sie typischerweise in lymphatischen Zellen zu finden sind.